# Craspedosis angiana
Craspedosis angiana là một loài bướm đêm trong họ Geometridae.